# Berestowiec
Berestowiec (ukr. Берестовець, Berestoweć) – wieś na Ukrainie, w obwodzie rówieńskim, w rejonie kostopolskim, nad rzeką Burkiwką. W 2001 roku liczyła 810 mieszkańców.
Prywatna wieś szlachecka, położona w województwie wołyńskim, w 1739 roku należała do klucza Stepań Lubomirskich.